# La Houssaye
La Houssaye är en kommun i departementet Eure i regionen Normandie i norra Frankrike. Kommunen ligger i kantonen Beaumont-le-Roger som tillhör arrondissementet Bernay. År 2022 hade La Houssaye 206 invånare.

## Befolkningsutveckling
Antalet invånare i kommunen La Houssaye
Referens:INSEE